# Otto Eugen Schulz
Otto Eugen Schulz (Berlim, 31 de outubro de 1874 - 17 de fevereiro de 1936) foi um botânico alemão.